# Muyuna
Muyuna oder San Juan de Muyuna ist eine Ortschaft und eine Parroquia rural („ländliches Kirchspiel“) im Kanton Tena der ecuadorianischen Provinz Napo. Verwaltungssitz ist Muyuna. Die Parroquia Muyuna wurde am 20. Januar 2011 gegründet. Das Gebiet bildete zuvor den westlichen Teil der Parroquia Tena. Die Parroquia Muyuna besitzt eine Fläche von 184,97 km². Die Einwohnerzahl lag im Jahr 2010 bei 5362. Für das Jahr 2015 wurde eine Bevölkerungszahl von 6727 prognostiziert.

## Lage
Die Parroquia Muyuna liegt an der Ostflanke der Cordillera Real. Im Westen reicht das Areal bis zu dem nach Süden fließenden Río Verdeyacu, ein Quellfluss des Río Napo. Der Hauptort Muyuna liegt auf einer Höhe von 530 m am Ostufer des Río Tena, etwa 4 km westlich vom Stadtzentrum der Provinzhauptstadt Tena. Die Längsausdehnung in Ost-West-Richtung beträgt etwa 22 km, in Nord-Süd-Richtung 12 km.
Die Parroquia Muyuna grenzt im Westen, im Norden und im Nordosten an Archidona (Kanton Archidona), im Osten an Tena sowie im Süden an die Parroquia Pano.

## Ökologie
Der Westen der Parroquia liegt innerhalb der Reserva Biológica Colonso Chalupas.